# Paulina Skavová
Paulina Skavová (* 8. listopadu 1976 Trutnov) je česká sochařka, scénografka a konceptuální výtvarnice.

## Život
Maminka Pauliny Skavové pochází z rodiny hajného z polského Krzeszowa. Roku 1968 se přestěhovala za prací do Žacléře, kde se seznámila s otcem Pauliny. Paulina Skavová absolvovala gymnázium v Trutnově (1991–1995) a dva roky na Střední uměleckoprůmyslové škole kamenické a sochařské v Hořicích (1995–1997). Při přijímacích zkouškách na Akademii výtvarných umění v Praze si ji vybral do svého ateliéru profesor Karel Nepraš, u kterého studovala až do jeho smrti (2002). V roce 2001 obdržela ateliérovou cenu AVU a roku 2002 Cenu Jany Rybářové, Fondazione Europea Margherita, Itálie. Roku 1999 absolvovala studijní pobyt programu Erasmus v Helsinkách, roku 2002 stipendium v Egon Schiele Art Centrum v Českém Krumlově. Studia dokončila v ateliéru intermediální tvorby Milana Knížáka roku 2003.
Roku 2003 získala státní švýcarské stipendium a absolvovala postgraduální studia na Hochschule für Gestaltung und Kunst Luzern (2003–2004). V letech 2004–2005 byla asistentkou v grafické škole prof. Vladimíra Kokolii na AVU. Roku 2008 strávila tři měsíce na studijním pobytu v Acapulcu v Mexiku.
Díky nadstandardním jazykovým schopnostem si sochařka na studium vydělávala průvodcovstvím ve špitále v Kuksu a měla možnost zblízka prostudovat slavnou sbírku barokních soch Matyáše Bernarda Brauna, jejich scéničnost, teatrálnost, výraz, důraz na detaily a popisnost. Kromě toho zde důvěrně poznala barokní lékárnu a v knihovně prostudovala staré recepty i písemnosti spojené s Řádem sv. Huberta.
V letech 2010–2020 byla kurátorkou výstav ve Společenském centru UFFO v Trutnově. V současné době[kdy?] pracuje pro Alšovu jihočeskou galerii jako vedoucí marketingově produkčního oddělení a public relations. Žije a pracuje v Novosedlech u Písku. Na odlévání soch do bronzu spolupracuje od roku 1998 s uměleckou slévárnou v Horní Kalné. Ve spolupráci s Petrem Seifertem a firmou G1 Glass Art Studio začala vytvářet rozměrné reliéfní portréty z taveného skla, např. Miloše Havla pro studia Barrandov nebo Ignaze Ginzkey pro Vratislavice. Od roku 2009 spolupracuje s filmovým architektem Ondřejem Nekvasilem a pro film už vytvořila kolem 20 realizací.
Společná práce s Jiřím Sozanským ji přivedla k boxu, kterým se inspirovala při tvorbě boxerek nebo portrétu boxera Mika Tysona. Volný čas tráví také jízdou na koni a příležitostnou sportovní střelbou, které se profesně věnuje její manžel Petr Zvolánek.

## Dílo
Díla Pauliny Skavové mají vysoký umělecko-řemeslný standard, který už dávno není samozřejmostí. Od počátku výtvarných studií vykazovala silné zaujetí svým dílem, vysokou míru zručnosti a výjimečné pracovní nasazení. Některá díla, vytvořená během studia na Akademii, měla silný existenciální podtext (Ptáče, 1998, Oko, 1999, Archa úmluvy, 2000, Lampa, 2002), ale Paulina Skavová si osvojila i osobitý ironizující nadhled a nelaskavý humor svého profesora a vytvořila instalaci Pomník na hoře Blaník (2002), pojatou jako perzifláž národního mýtu, nebo instalaci Přepadení banky (2002), jako trenažér pro bankovní lupiče. Po ukončení studia svébytným způsobem rozvíjí tradici figurálního sochařství. Díky volné atmosféře v ateliéru Karla Nepraše se její práce pohybují na hranici mezi sochou a konceptem a je pro ně typická hravost i důslednost. Neuznává úzkou definici sochy, objektu a instalace. Seriózní modelaci ve své volné tvorbě oživuje vtipem a nadsázkou. Mezi její oblíbené sochařky patří Alina Szapocznikow, Meret Oppenheim nebo Sarah Lucas. Spolupracovala při realizaci soch jiných sochařů (Bojovník, Jiří Sozanský, 2008, jezdecká socha T.G. Masaryka, Petr Novák, 2009)
Portrétní tvorba Skavové zahrnuje pamětní desky (Radovan Lukavský, 2013, generál Josef Mašín, 2016, biskup Stanislav Krátký, 2016) i volně stojící sochy (Antonín Rückl, 2010, busta doktora Šťastného, 2011, socha Franka Sidebottoma, 2013). Bustu boxera Mika Tysona (2012) pojala jako osobnost s jiskrou a nadhledem, jistou si svou převahou, tak trochu jako džina z Aladinovy lampy. Figury vytvořené jako zakázky pro soukromé sběratele zahrnují portréty (Offenburg, 2004, Porcelánové portréty dětí, rodina De Louwerte, Portréty dětí, Madelaina a Gian Elia, vinařství rodiny Rohner – Erni, Švýcarsko, 2005), klasické ženské akty (Koupelnová, 2013, Sedící, 2014) i stylizované sochy určené do exteriéru (Melancholia, 2013).

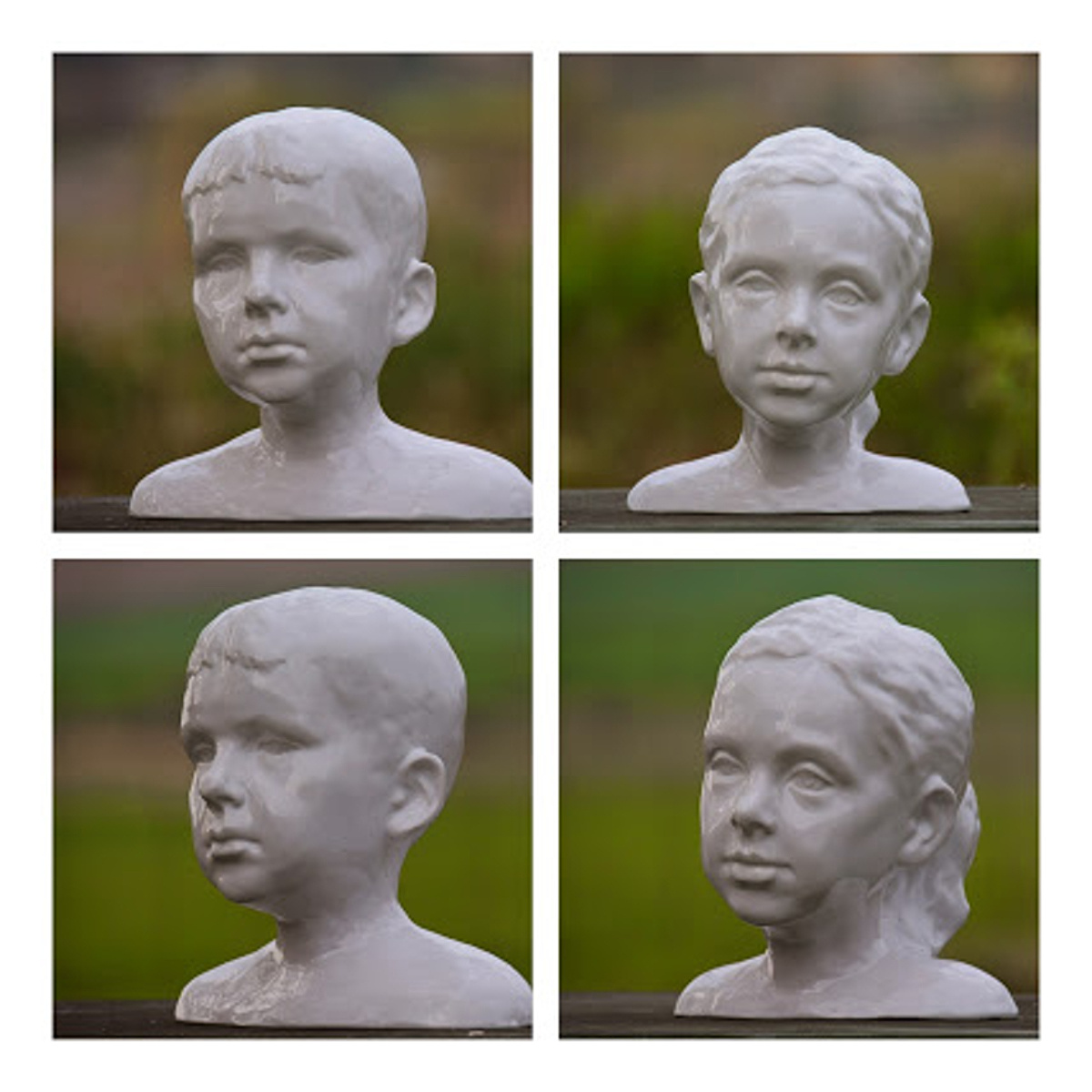
Portréty dětí, porcelán, 2005
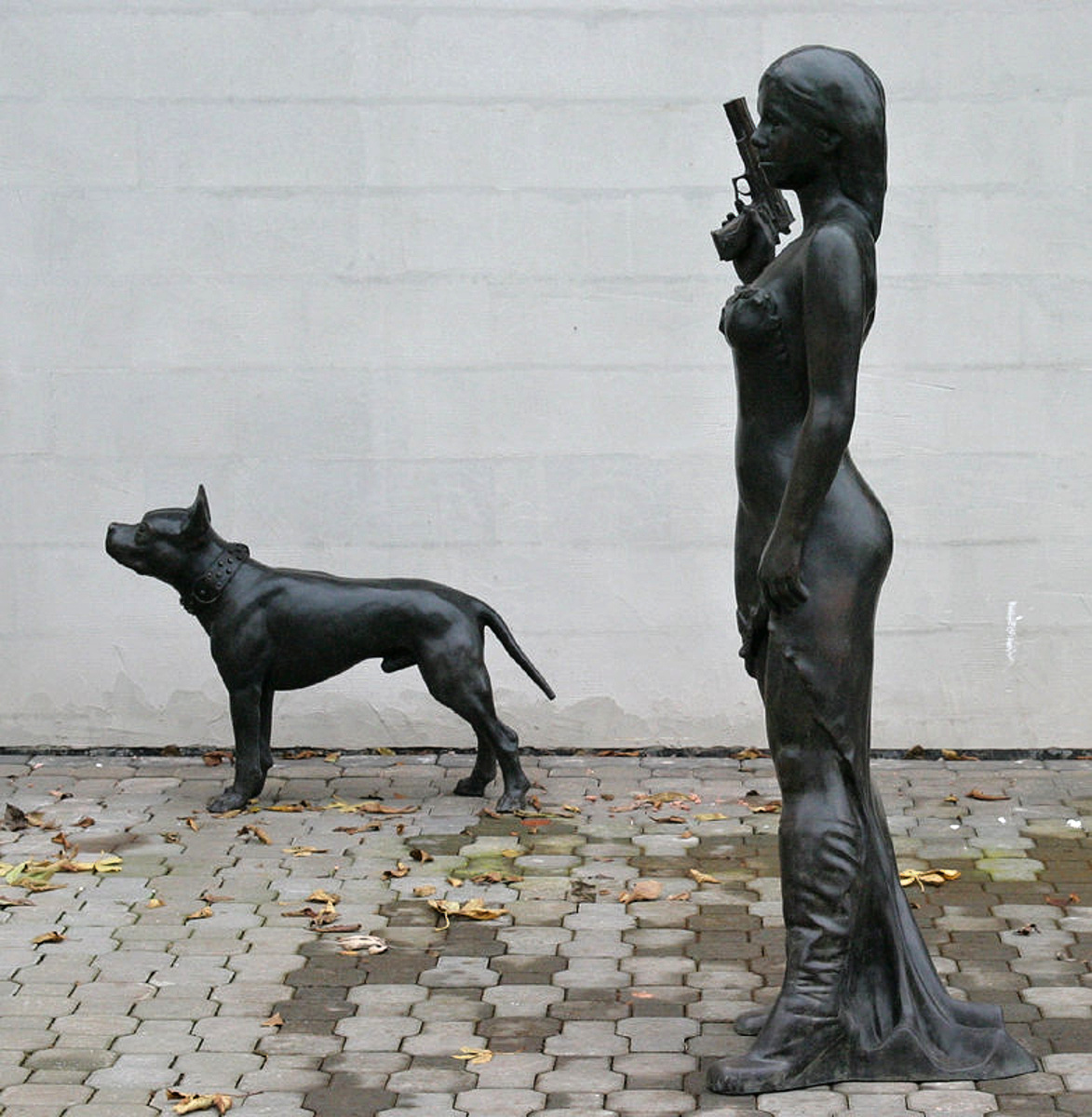
Pistolnice a Tyson, 2008
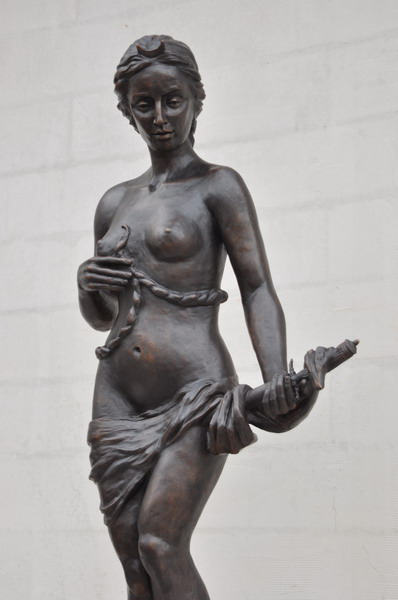
Diana, detail, 2010
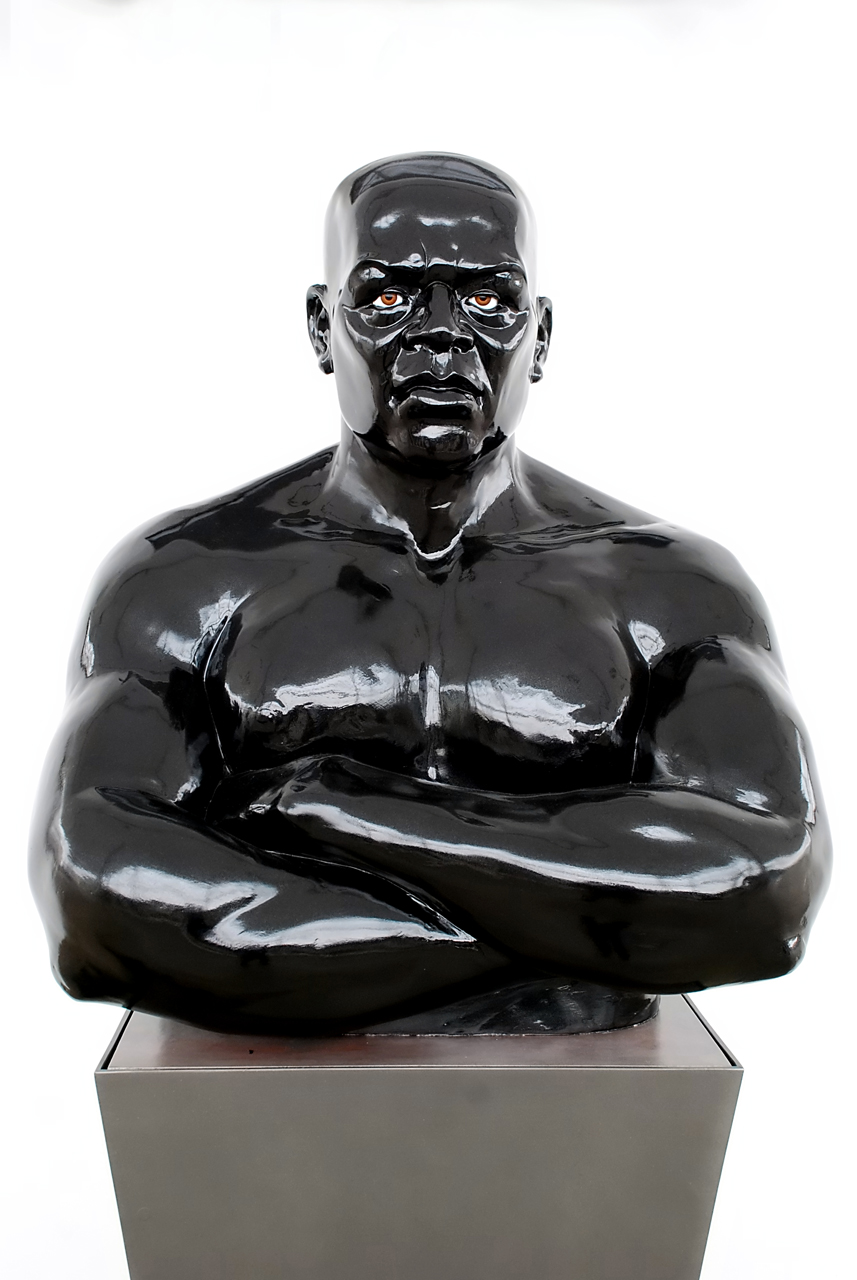
Mike Tyson, 2012

Její figury zvířat nejsou pouhými kopiemi živých předloh. Jelen (2016) má v sobě vznešenost a sílu symbolu zasvěceného bohyni lovu Artemis, je zosobněním slunce i zjevením sv. Huberta a sv. Eustacha. Socha psa Tysona (2007) vyjadřuje zarputilou povahu bojového plemene, Bavorský barvář (2011) bystrost a inteligenci loveckého psa. Skavová je autorkou pomníku legendárního vytrvalého plemene plnokrevných koní Achal Teke pro Moskvu i sochy kobyly Farba (2014). Odlehčeným odkazem k řecké mytologii je její ženská parafráze bájného zvířete (Kentaurka, 2014).

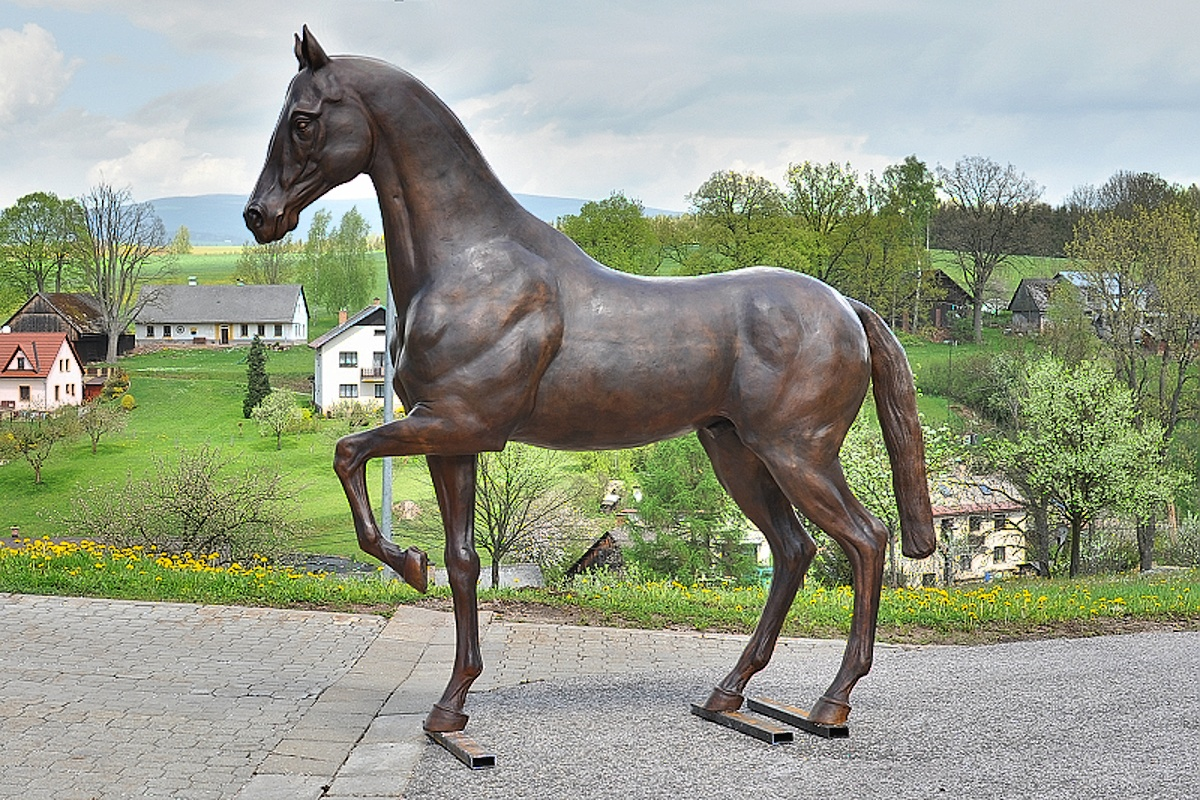
Akhal teke, bronz, 2015
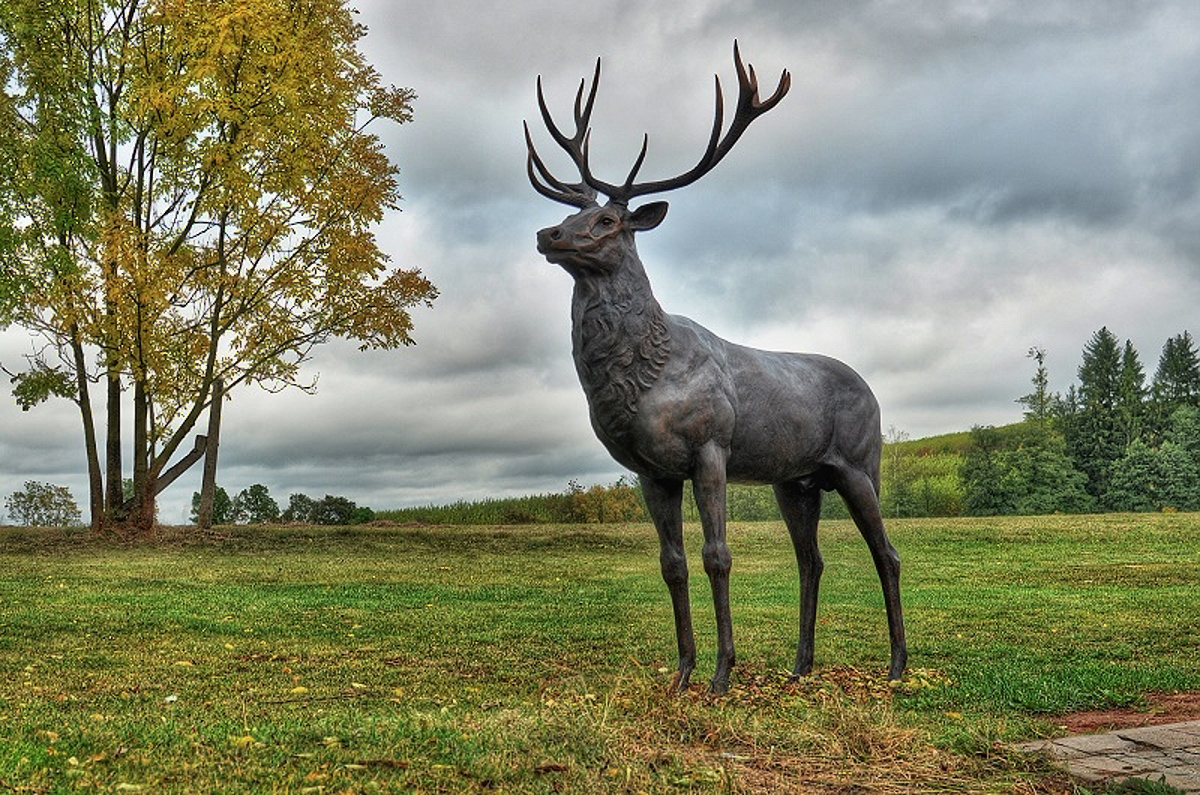
Jelen, bronz, 2016
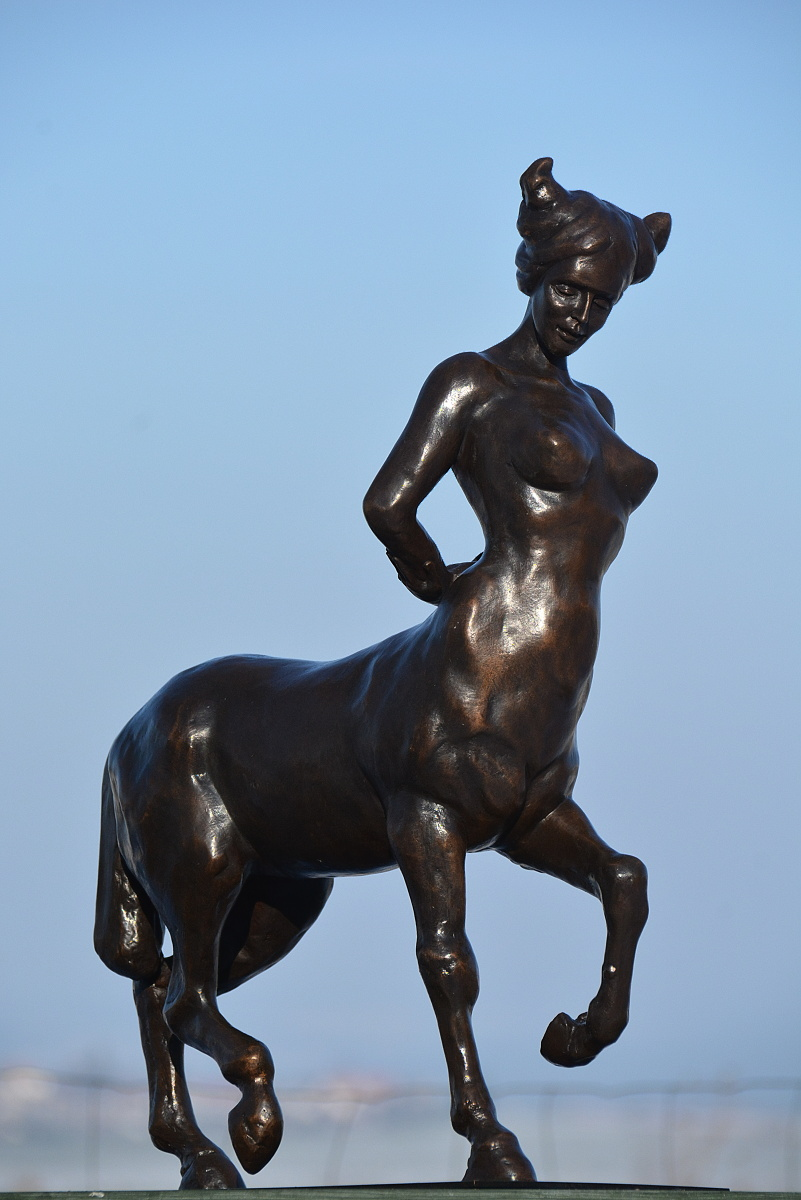
Kentaurka, bronz, 2015
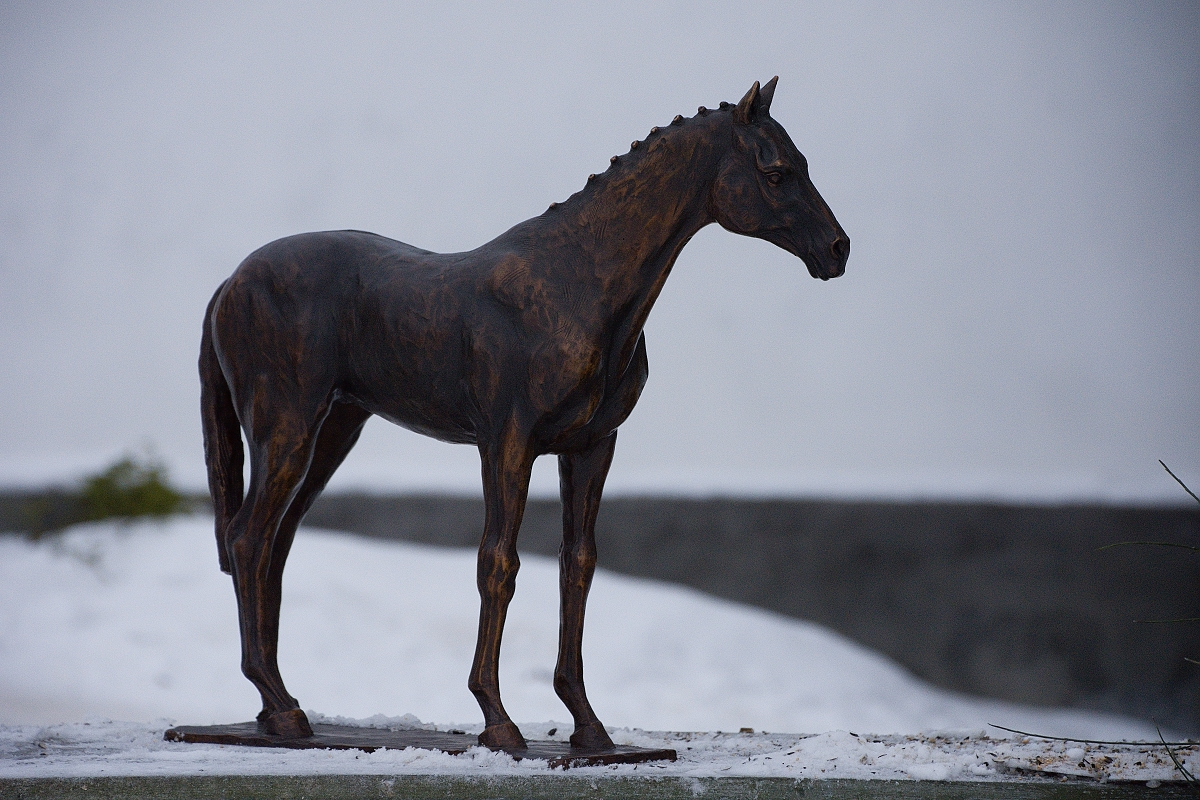
Farba, bronz, 2017

Sochařský cit pro klasická díla prokázala např. při obnově některých pomníků. Podle dochované dokumentace znovu vytvořila sochu orlice, odcizenou z pomníku 6. praporu polních myslivců, kteří padli v bitvě u Náchoda roku 1866, ve Václavicích (2016),, sochy permoníků pro kašnu v Trutnově (2015) nebo sousoší Emila Schwantnera Tanec smrti (2017) pro pomník 1. světové války v trutnovském parku, který byl zničen za nacistické okupace. V roce 2018 Paulina Skavová vytvořila nově sochu legionáře Jana Gayera pro obnovu pomníku padlým legionářům 4. střeleckého pluku Prokopa Velikého v Hradci Králové. Pomník získal Výroční cenu města Hradce Králové jako Událost roku 2018. Prokázala originalitu i serióznost při zpracování sakrálního tématu, když získala zakázku na sochu Ukřižovaného Krista, na které pracovala po tři roky. Bronzová socha Krista nahradila původní starý kříž v sousedství kostela v Bohdanči.

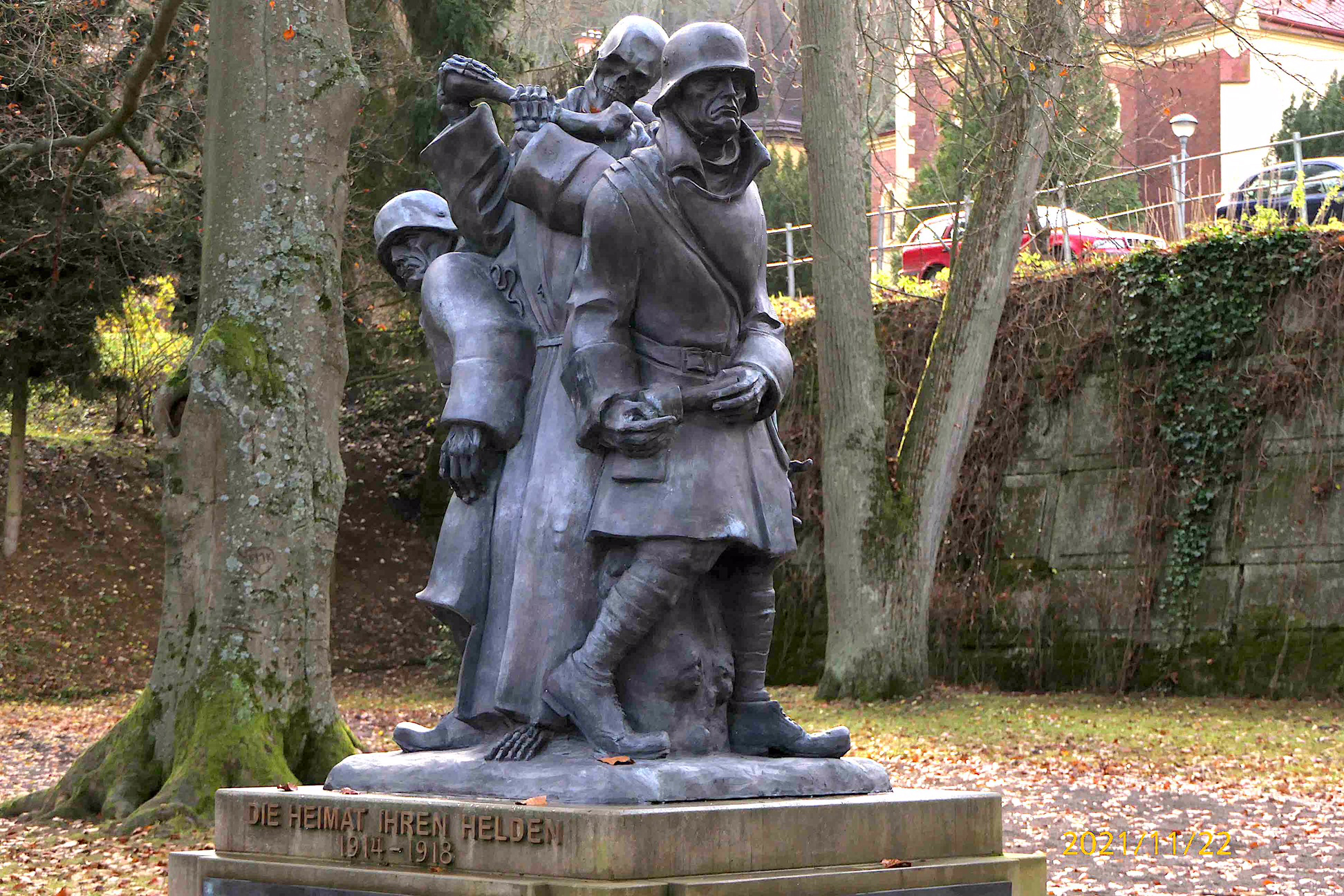
nová realizace zničené sochy Tanec Smrti od Emila Schwantnera, Trutnov (2017)
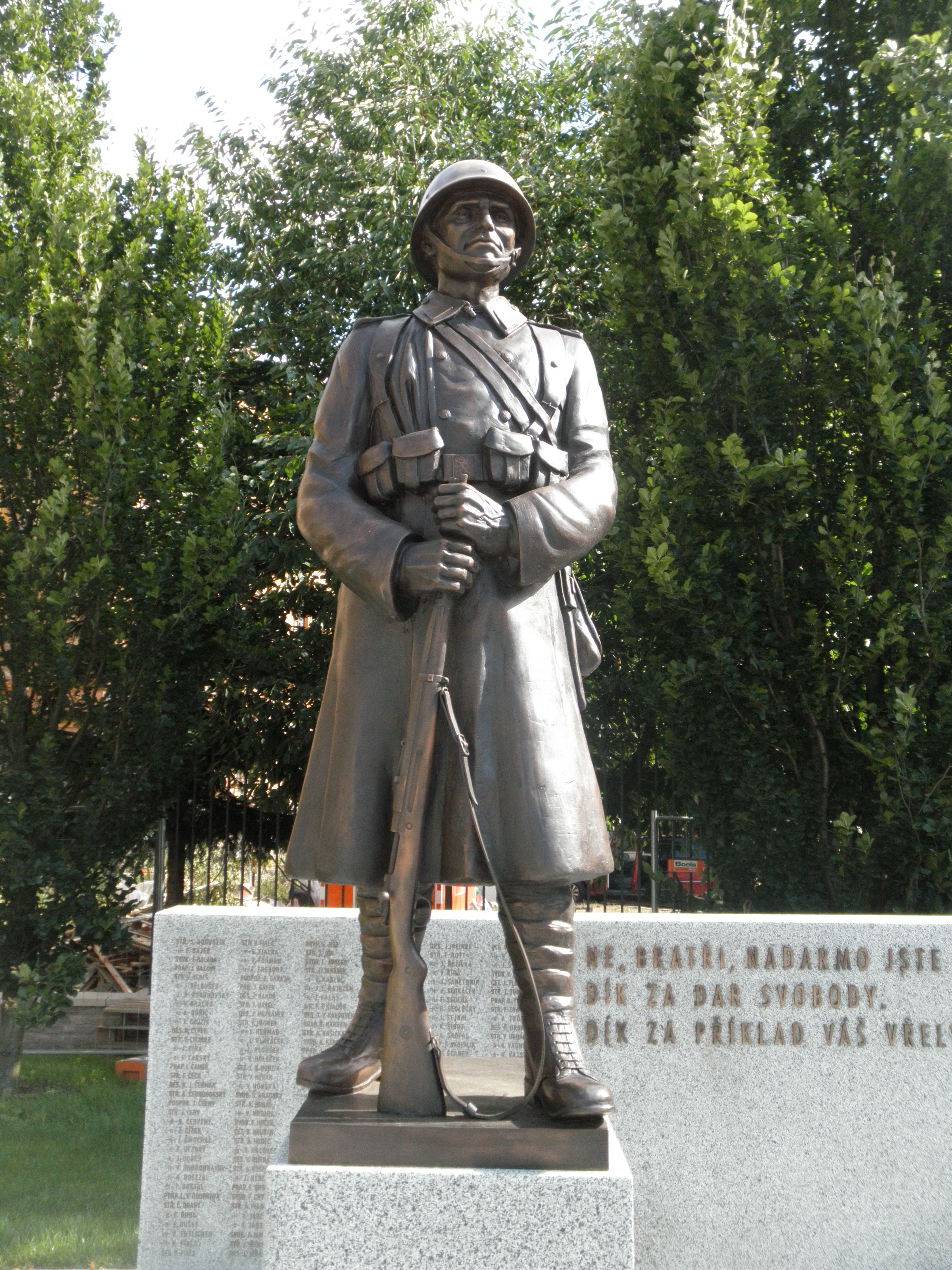
socha legionáře Jana Gayera, Hradec Králové (2018)

Autorská díla Skavové jsou vizuálně silná, emotivně nabitá, mnohdy provokativní, ironicky zabarvená, prodchnutá kontrastujícími a nejednoznačně interpretovatelnými obsahy. Zvýrazněná ženská krása a sexapeal v kombinaci s mocí a brutalitou míchá zvláštní koktejl, který chutná zároveň nádherně a zrůdně. Dokáže vytvořit ironickou autostylizaci (Paulina a Tyson, 2011), odkazující na emancipované ženské filmové hrdinky (Pistolnice 2008), odpudivé ženské typy (Tlusťoška, 2011) i klasická sochařská díla (Diana, 2010, Venuše, 2011).
Často jsou její témata genderová i vyzývavě erotizovaná – např. cyklus polopostav žen ozdobených antilopími rohy a aranžovaných jako trofeje (Kozlice, 2012, Kozlice, 2013, Antilopa Oryx, 2013, Antilopa Hartebeest, 2013, Muflonka, 2013), nebo skupina klečící Sněhurky a sedmi trpaslíků (2012). Předlohou trpaslíka a také Vilímka Ostrovského je konkrétní Míla z Kladna. Sněhurka, pojatá jako houpací kůň, je eroticky laděným objektem, ale zároveň reakcí na genderově nekorektní tvorbu britského pop-artisty Allena Jonese, jenž z ženského objektu nadělal různé druhy utilitárního nábytku, stůl, židli nebo skříň.

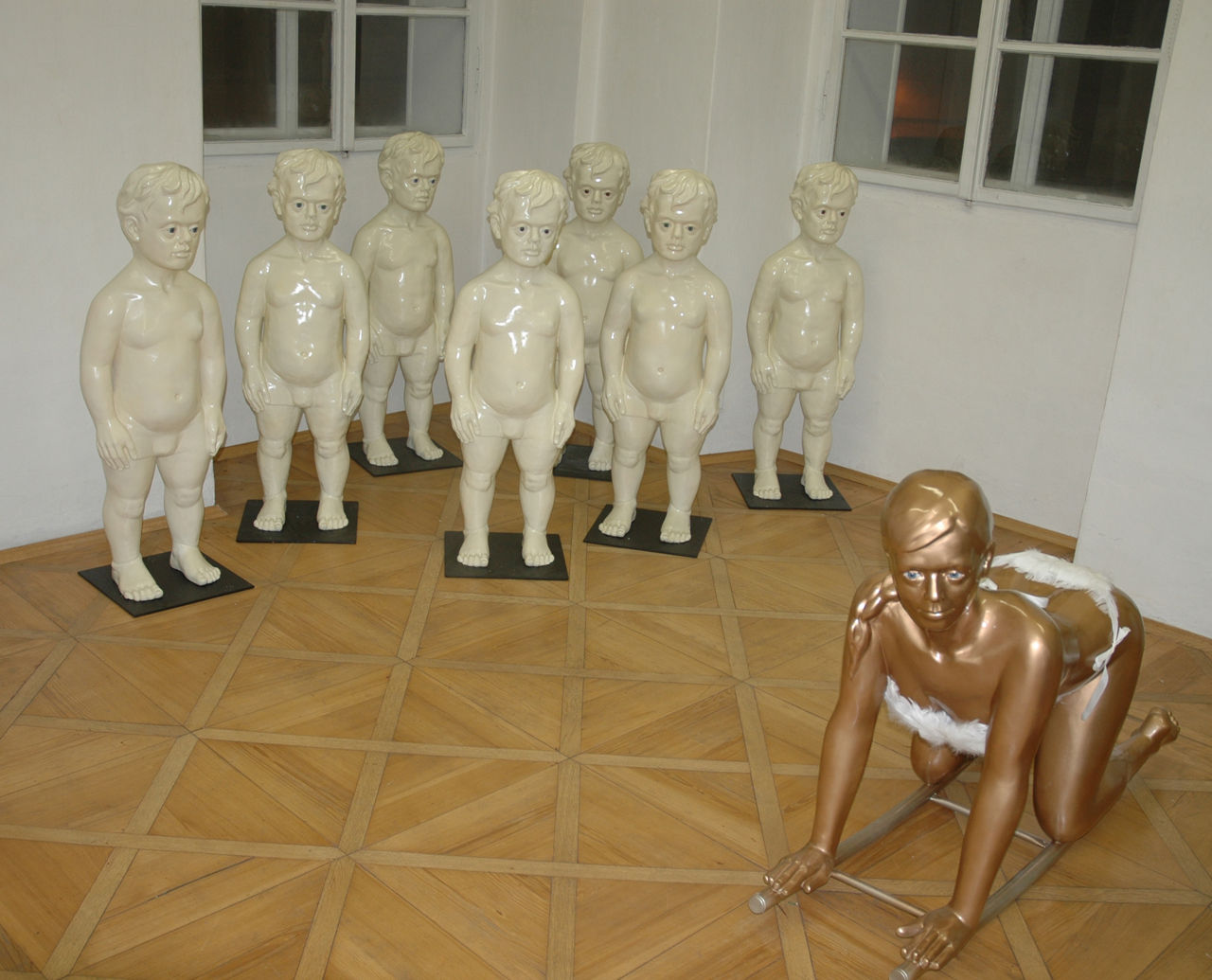
Trpaslíčci, Sněhurka, 2010
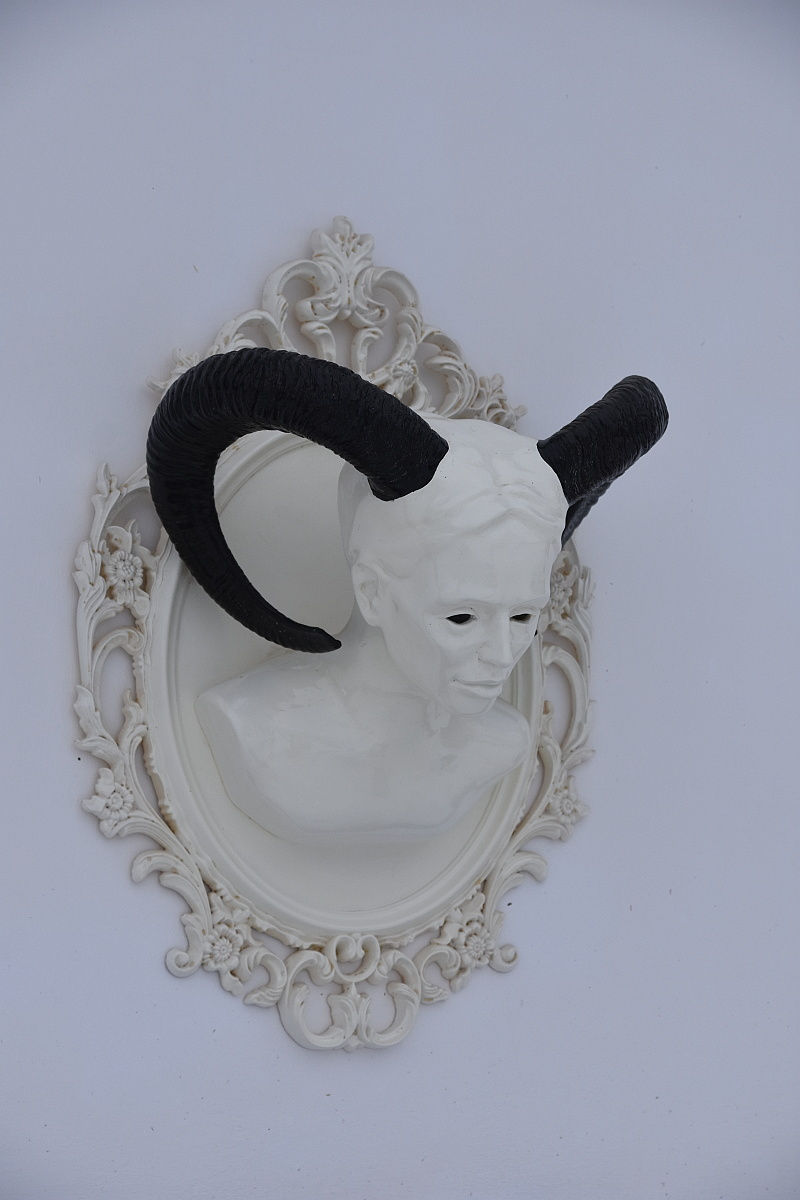
Muflonka, 2013
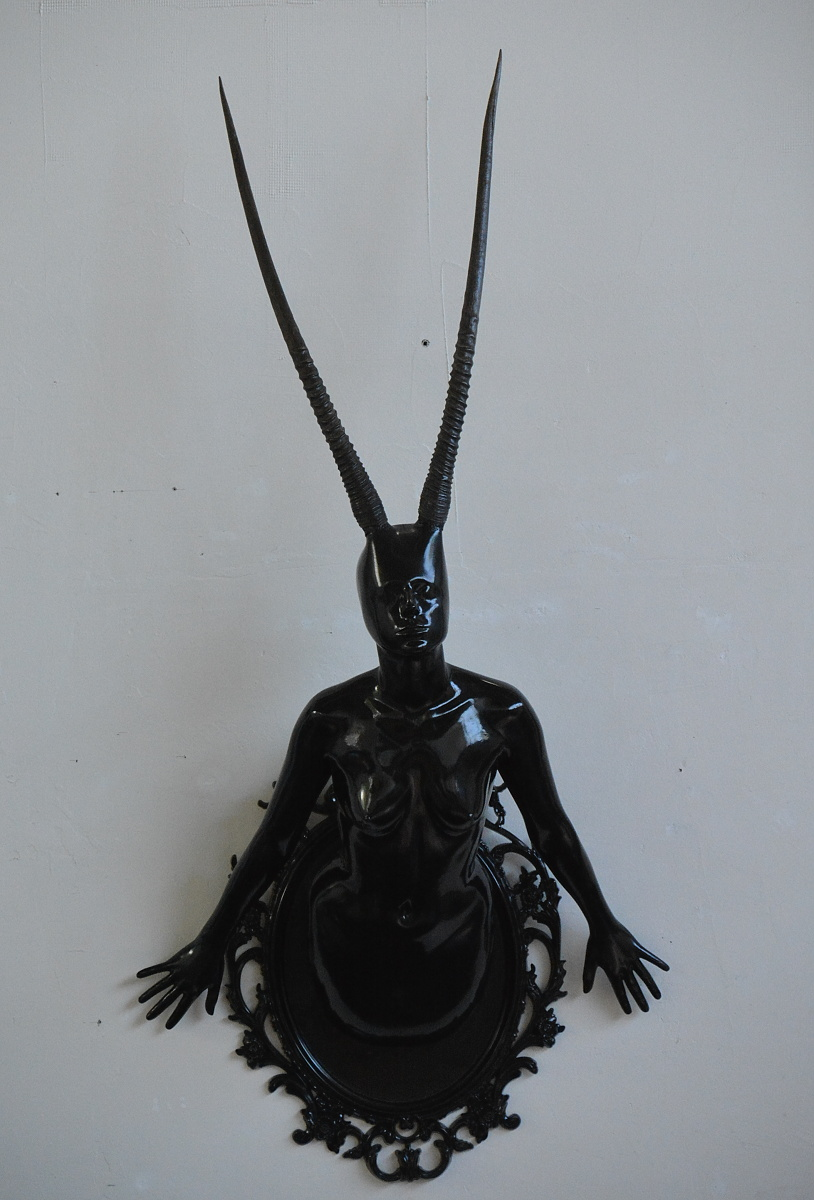
Antilopa Oryx, 2014
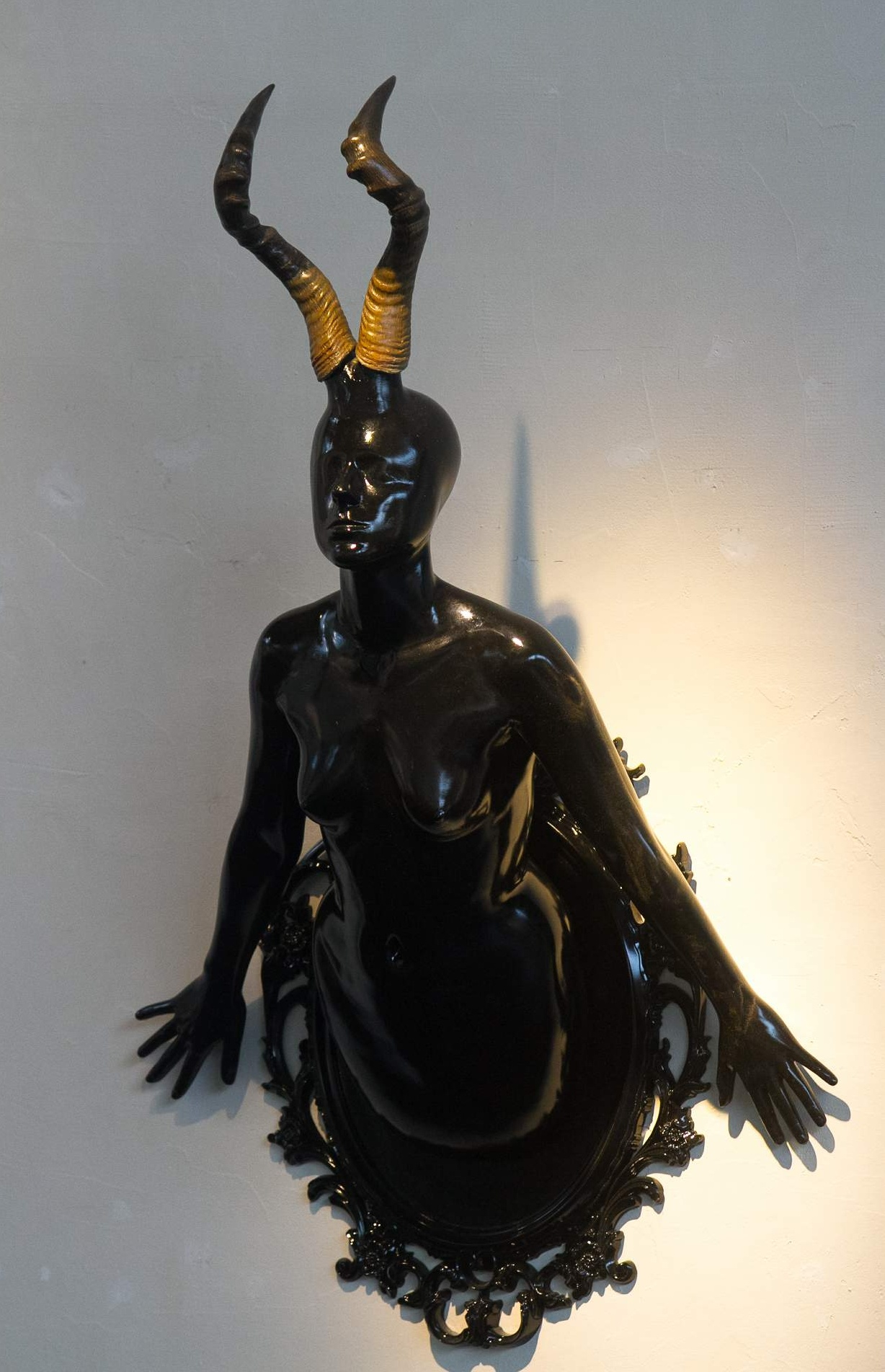
Antilopa Hartebeest, 2014

Kolekce Underwear, inspirovaná dílem Meret Oppenheim je hravě erotické ženské spodní prádlo ušité z peří, kožíšků a částí křídel.Sozanského boxerky pokryté peříčky zdánlivě vycházejí z podobné poetiky jako proslulý surrealistický šálek Meret Oppenheim, ale ve skutečnosti je v nich obsažen spíše nadhled a smysl pro humor jejího profesora Karla Nepraše.

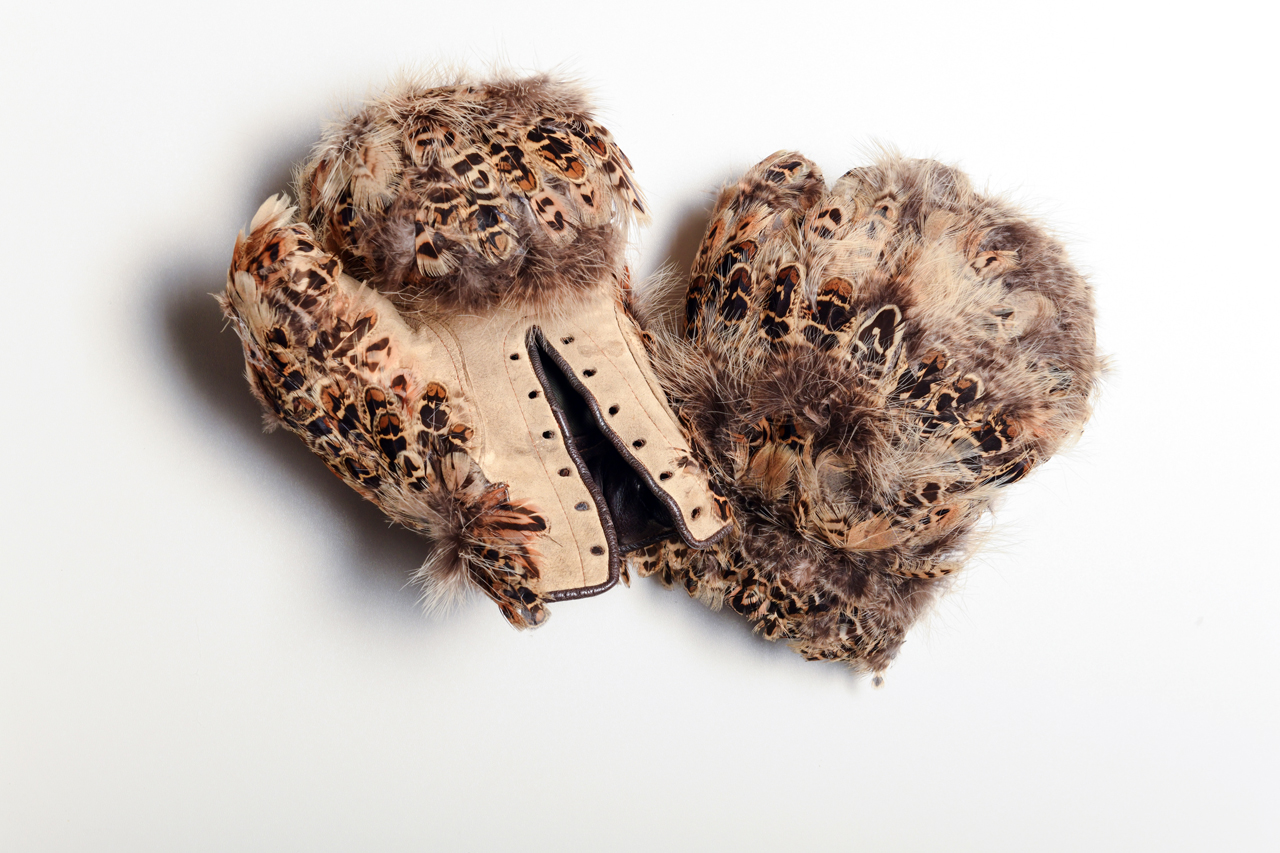
Boxerky I (2019)
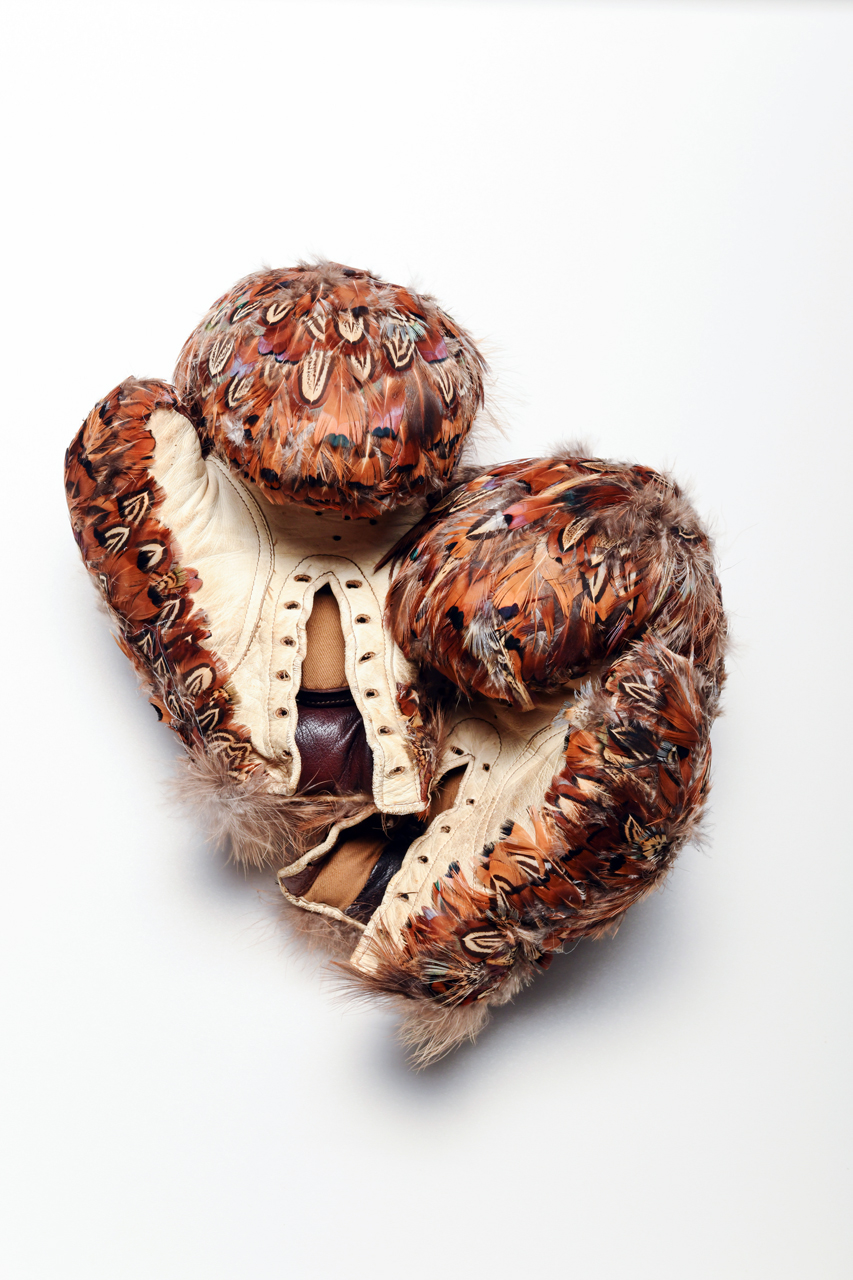
Boxerky II (2019)
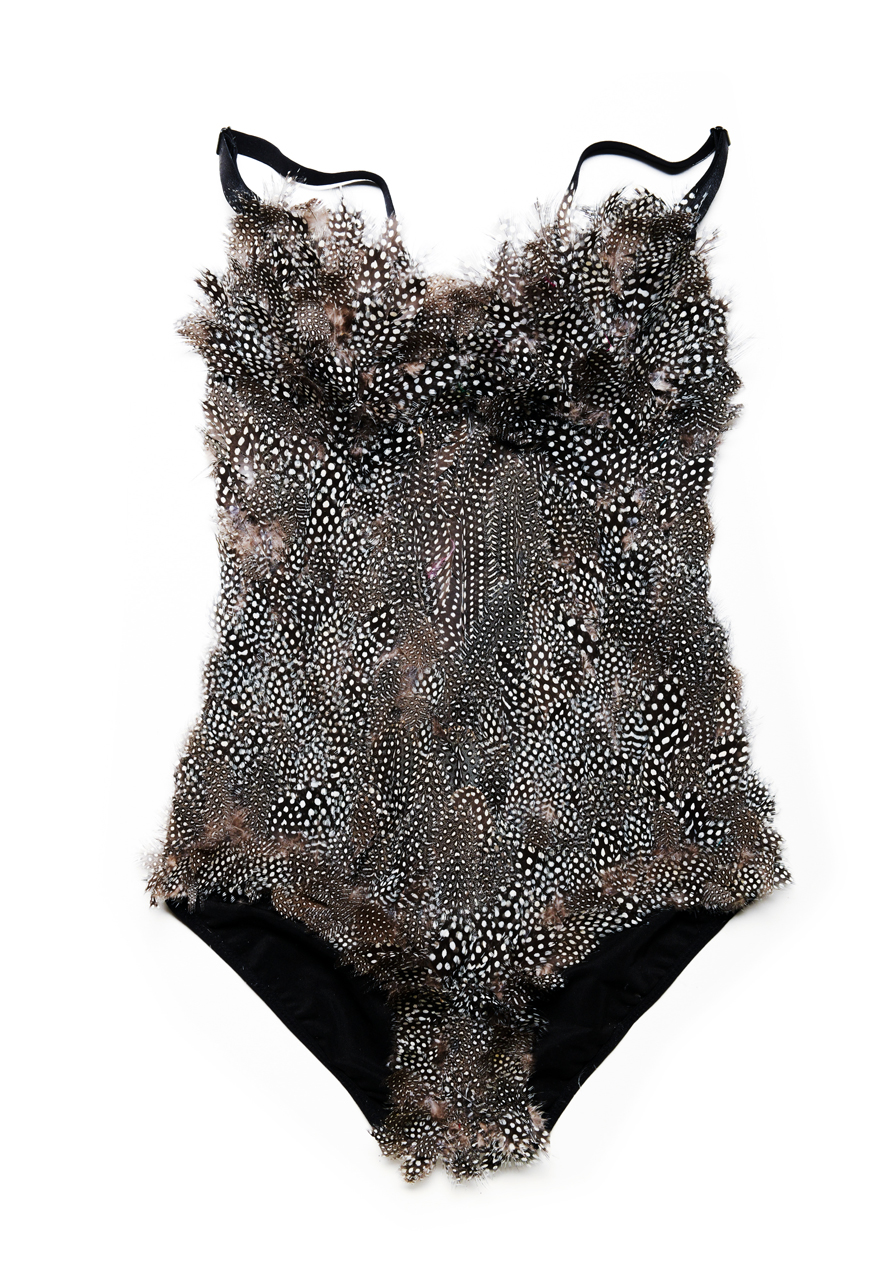
Spodní prádlo I (2019)
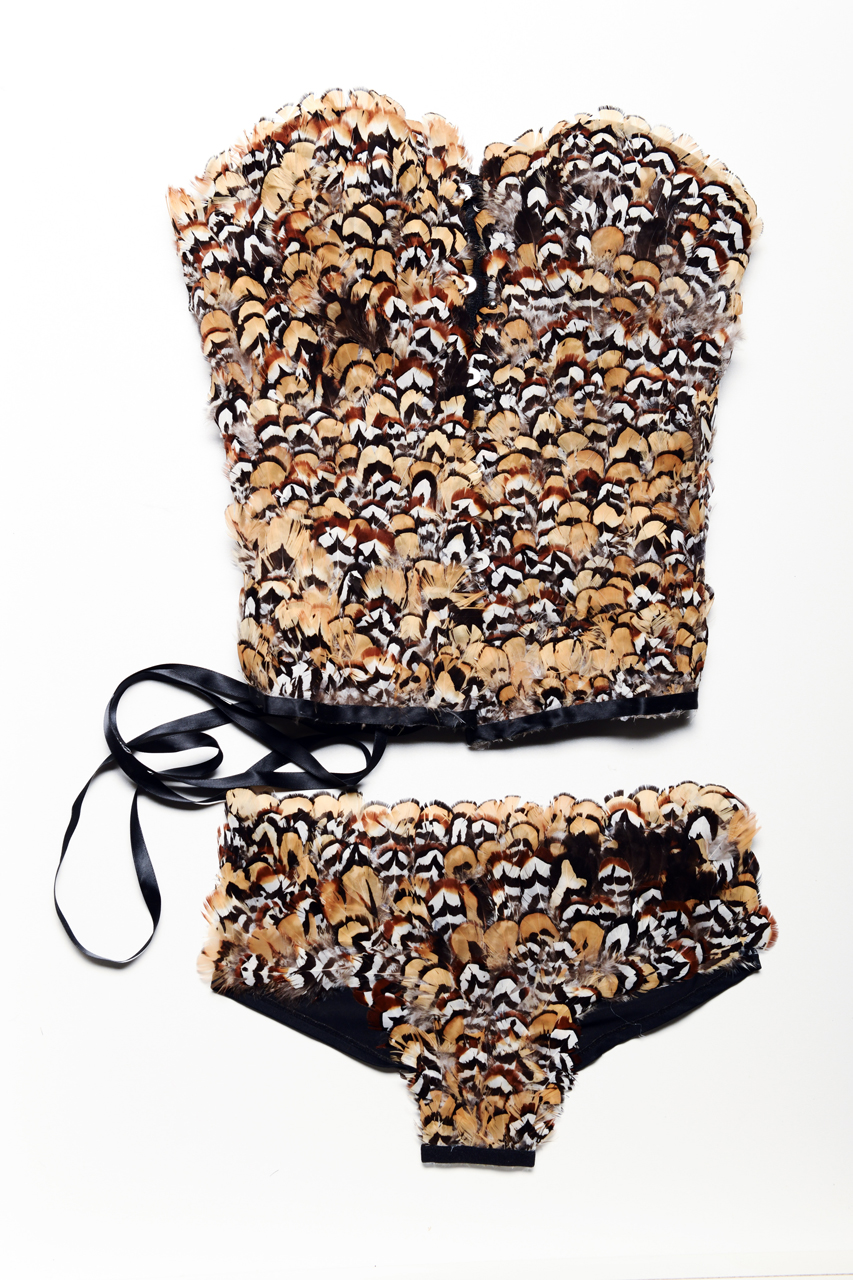
Spodní prádlo II (2019)

Skavová měla vždy blízko k performancím, tanečnímu divadlu a filmu. Už na Akademii organizovala performance AVUbelly, mažoretky a Neprašův plymate kalendář (absolventská výstava Lesbická škola Karla Nepraše, 2002). Od roku 2005 je důležitou aktérkou performančního uskupení Kolouchův sen (Michaela Huffstetter, Hana Poislová, a hobbystická skupina modelek a modelů), pro akce a představení vytvářela rovněž masky a kostýmy. Kolouchův sen vystoupil s představením Ženské zbraně v divadle Alfred ve dvoře (2007, 2009), nebo Malý mořský vlk na lodi bratří Formanů (2010). S filmem začala spolupracovat od roku 2005 a vytvořila pro něj řadu soch, kde uplatnila svou bohatou fantazii. Takový je např. Griffin (2014), mytická zvířecí bytost s tělem, ocasem a zadníma nohama lva, hlavou a křídly orla.
Také její realizace soch do veřejného prostoru jsou neortodoxní a novátorské. Socha Draka (2003), který je symbolem města Trutnova a má své pietní místo, vychází z lidové pověsti a zpodobuje již usmrceného tvora ležícího na zádech. Pro trutnovské slavnosti navrhla sochařka Dračí bránu (2009) s rozměrnou sochou draka vyřezanou z polystyrenového bloku, patinovanou jako bronz. Pro trutnovskou firmu Autostyl vytvořila tři geometricky stylizované sochy draků, nesoucí na těle jako symbol autoservisu reliéf z montážních klíčů. Socha Rýbrcoula (Krakonoše) na trutnovském kruhovém objezdu odkazuje k prvnímu vyobrazení pohanského boha hor na Helwigově mapě Slezska z roku 1561, a nemá nic společného s Krakonošem z novodobých dětských pohádek.

### Konceptuální projekty
- 2008 Praha, Kampa Artphone[20]
- 2008 Praha, O2 Aréna, Budka linky důvěry

### Scénografie, kostýmy, rekvizity
- 2005 figura hráče, Bistrofilms, režie M. Nohejl, Praha
- 2008 socha pro film Protektor, režie M. Najbrt, Praha
- 2010 výtvarná spolupráce, film Odcházení, režie V. Havel, Praha[21]
- 2010 masky pro představení Procesy, Spitfire company, režie P.Boháč, Vrchní soud Praha[22][23]
- 2011 scéna pro představení Bad clowns, Spitfire company, Praha
- 2011 scéna a kostýmy, Traffic dance, Praha[24]
- 2013 masky pro představení Antiwords (podle hry Audience Václava Havla), Spitfire company, Miřenka Čechová, Petr Boháč
- 2014 realizace sochy Griffina, film Crossing Lines 2, Praha
- 2015 realizace soch a reliéfu Lykanů do filmu Underworld, Praha
- 2016 Realizace soch do filmu Underworld, architekt Ondřej Nekvasil
- 2017 objekty pro představení Fragmenty milostných vztahů, divadlo Spitfire company, Praha
- 2017 Sochy Světlonošek do filmu Krypton, HBO, architekt Ondřej Nekvasil, Belfast, Spojené království Velké Británie a Severního Irska
- 2017 Sochy víl do filmu Carniwal row, Praha
- 2017 Scénografie představení Heroin West / Halka Třešňáková & VerteDance, Žďár nad Sázavou
- 2017 masky pro představení DOBA Z DRUHÉ RUKY, adaptace knihy Světlany Alexijevičové, Spitfire company, Jatka 78, Praha
- 2018 Socha Krista do filmu Knightfall, HBO, Praha
- 2019 Sochy kněžek do TV seriálu Kolo času, Amazon Studios, architekt Ondřej Nekvasil, Praha
- 2020 Sochy strážců do TV seriálu Kolo času, Amazon Studios, architekt Ondřej Nekvasil, Praha
- 2020 představení Prezidementi, masky, režisér Petr Boháč, Praha

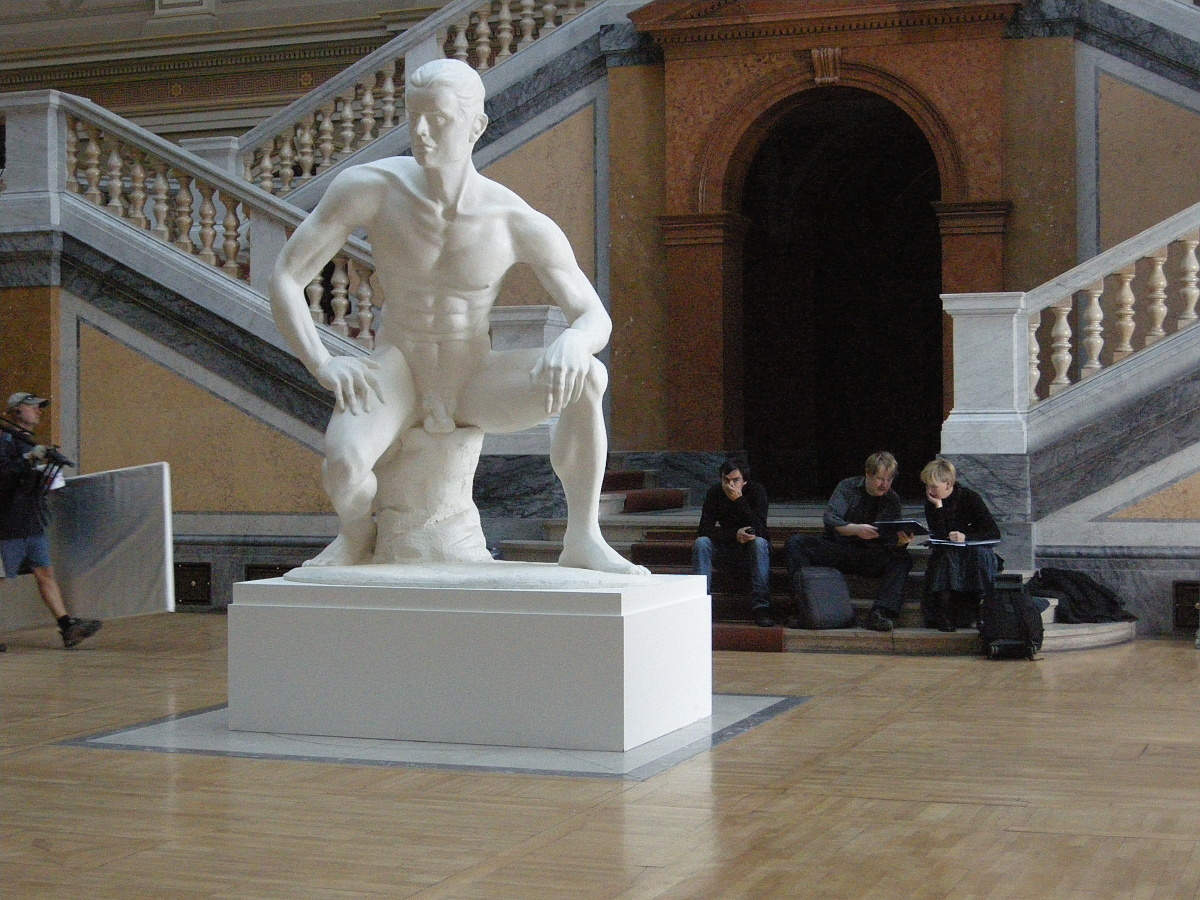
socha pro film Protektor, 2008
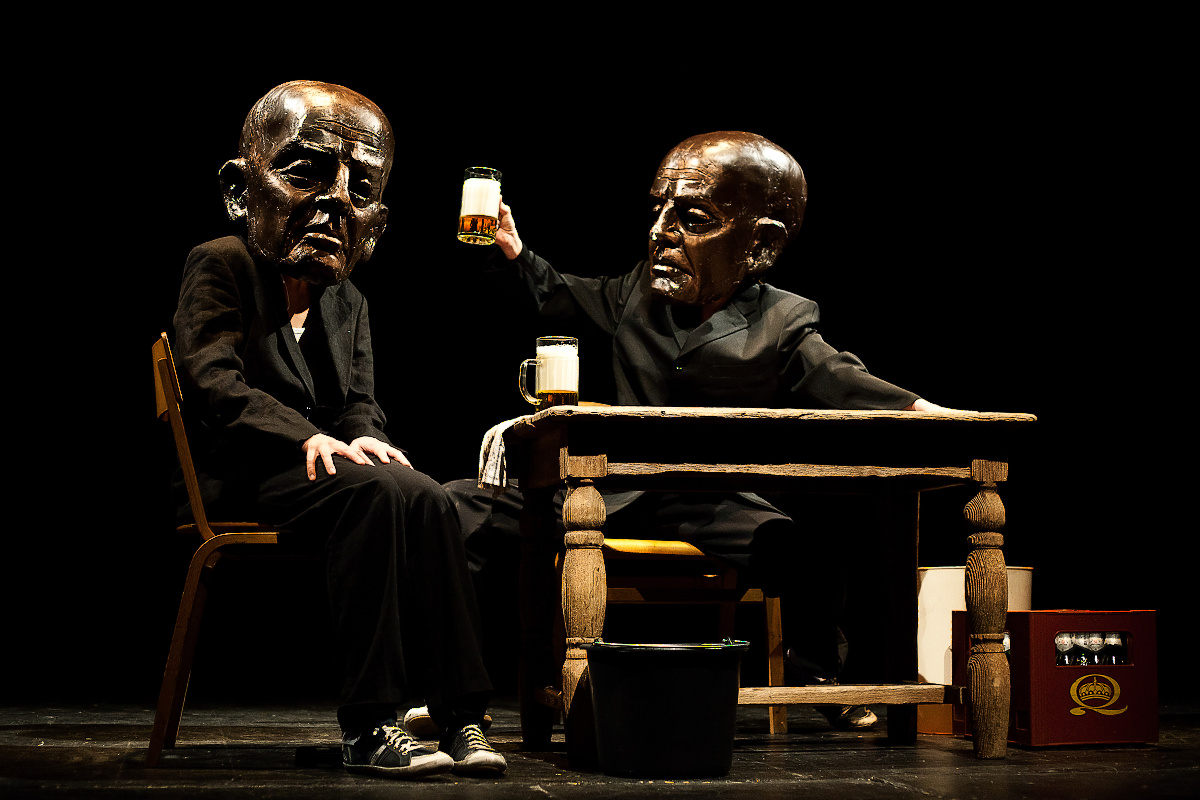
masky pro představení antiwords, Spitfire Company, 2013
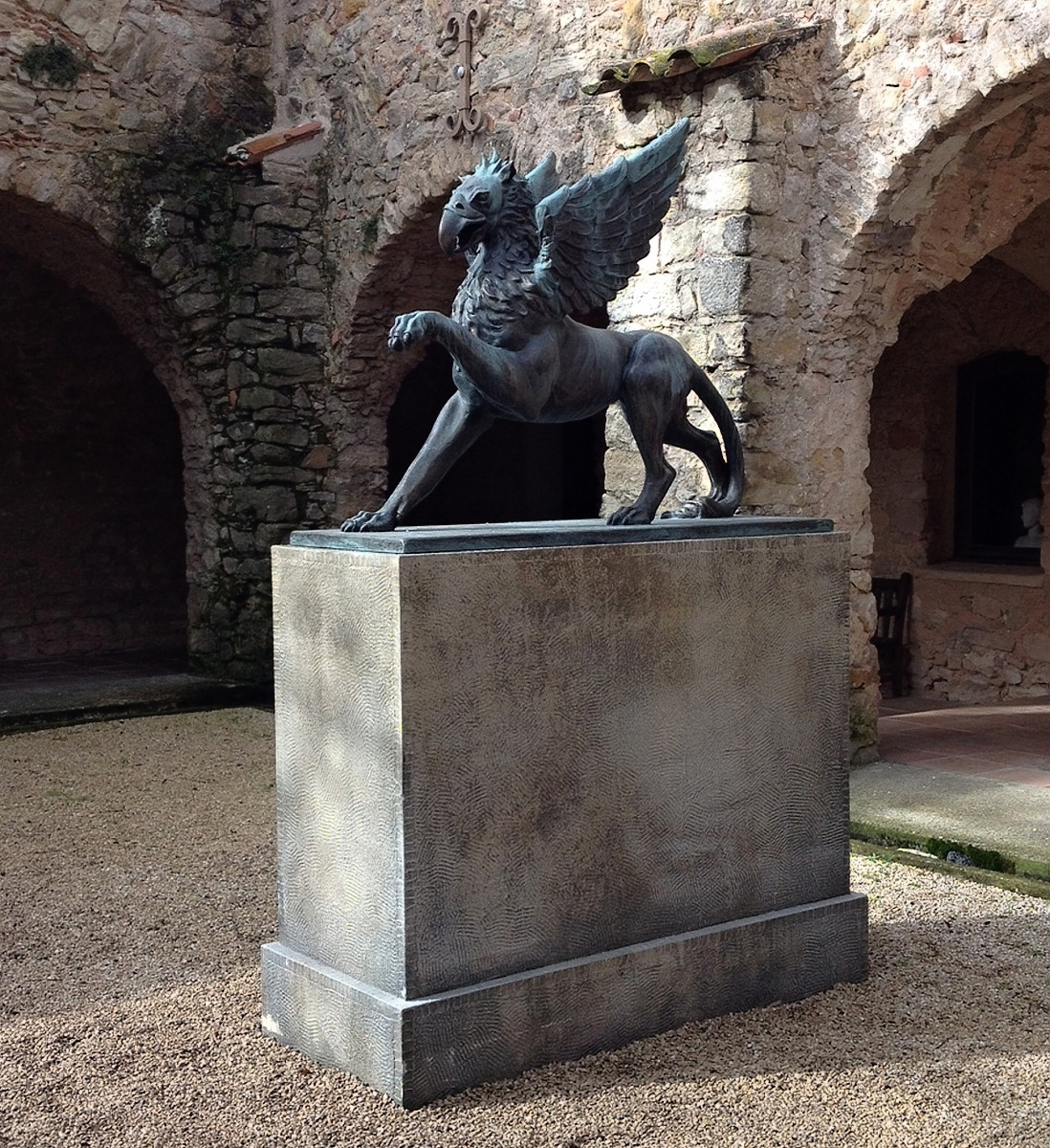
Griffin, epoxid, realizace do filmu, 2014
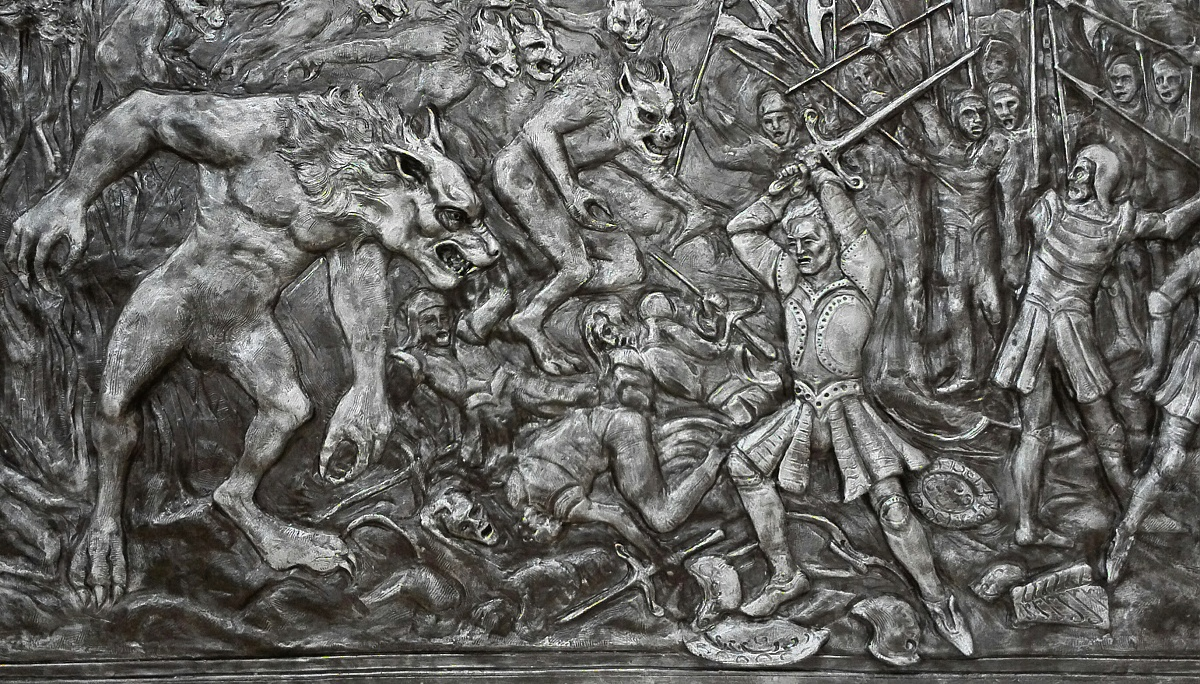
reliéf pro film Underworld, 2017

### Realizace
- 2008 asistence při realizaci sochy Bojovníka Jiřího Sozanského
- 2010 spolupráce s Jiřím Sozanským na modelu sochy Milady Horákové, Praha
- 2010 tři bronzové sochy draků před Autostylem Trutnov
- 2010 Busta Antonína Rückla a socha Vilímka Ostrovského, Ostrov
- 2011 Busta doktora Šťastného pro nemocnici Písek
- 2013 Pamětní deska herce Radovana Lukavského, Kouřimská ul. 24 Praha 3 Vinohrady[25]
- 2013 bronzová socha Rýbrcoula na kruhovém objezdu, Trutnov
- 2013 bronzová socha Franka Sidebottoma, Manchester[26]
- 2014 bronzová socha Krista, Bohdaneč
- 2015 čtyři sochy bronzových permoníků na Krakonošově kašně, Trutnov
- 2015 bronzová socha koně Achal Teke, Moskva
- 2015 Světluška – lampa, areál nemocnice Písek
- 2015 socha Ruka pro firmu Kasper Kovo, Trutnov
- 2015 socha Akvabely pro firmu Grund a.s., Mladé Buky
- 2016 kolekce UNDERWEAR, pro České centrum New York
- 2016 Fontána, revitalizace náměstí ve Smiřicích, ve spolupráci s architektkou Hanou Josefinovou
- 2016 Socha orlice, pomník polním myslivcům 1866 Václavice, Náchod
- 2016 Pamětní deska generála Mašína, Roudnice nad Labem
- 2016 Pamětní deska biskupa Stanislava Krátkého, Brno
- 2017 Obnova památníku ve Zborově, architekt Lukáš Hudák
- 2017 Realizace sochy Tance Smrti od Emila Schwantnera, Trutnov
- 2018 Realizace památníku generála Josefa Churavého ve Vojenském geografickém a hydrometeorologickém úřadu (VGHMÚř) v Dobrušce (odhalení 24. května 2018)
- 2018 Realizace památníku padlým legionářům 4. střeleckého pluku Prokopa Velikého v Hradci Králové, architekt Lukáš Hudák
- 2018 Realizace pamětní desky ZLATÁ PECKA, Chrudim
- 2018 Realizace labyrintu Jana Amose Komenského v Žacléři
- 2018 Realizaci busty TGM v Benátkách nad Jizerou
- 2018 Realizace busty TGM Biskupice
- 2018 Realizace busty TGM Náchod
- 2019 Realizace pamětní desky dirigenta Karla Ančerla, Praha

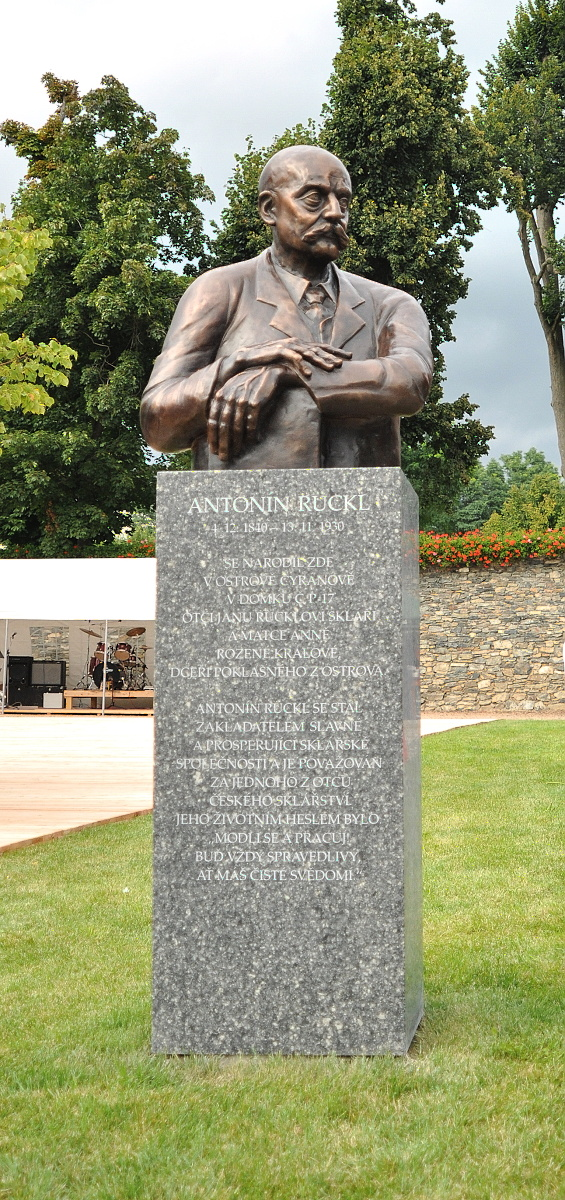
Busta Antonína Rückla (2010)
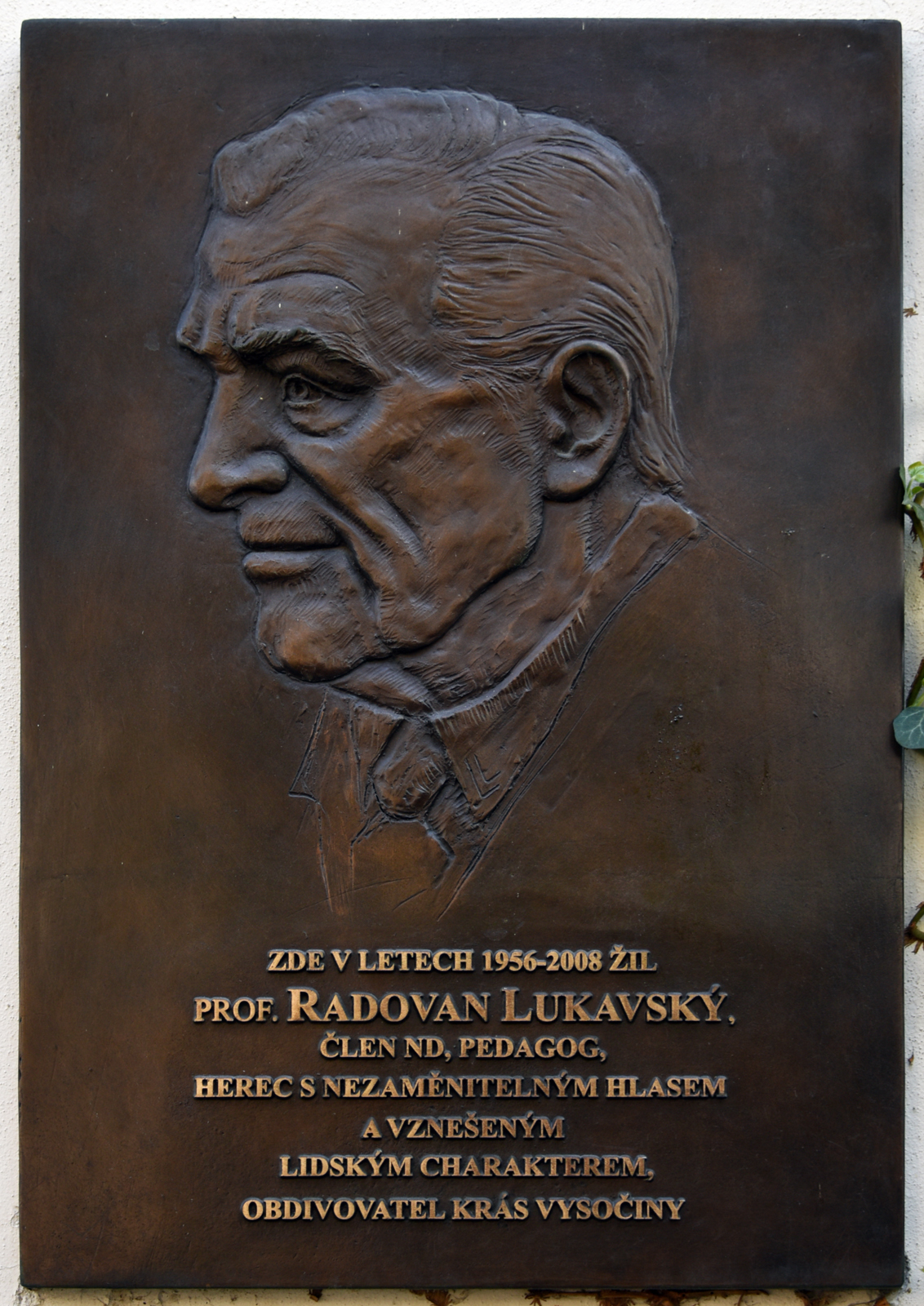
pamětní deska Radovana Lukavského, Vinohrady (2013)
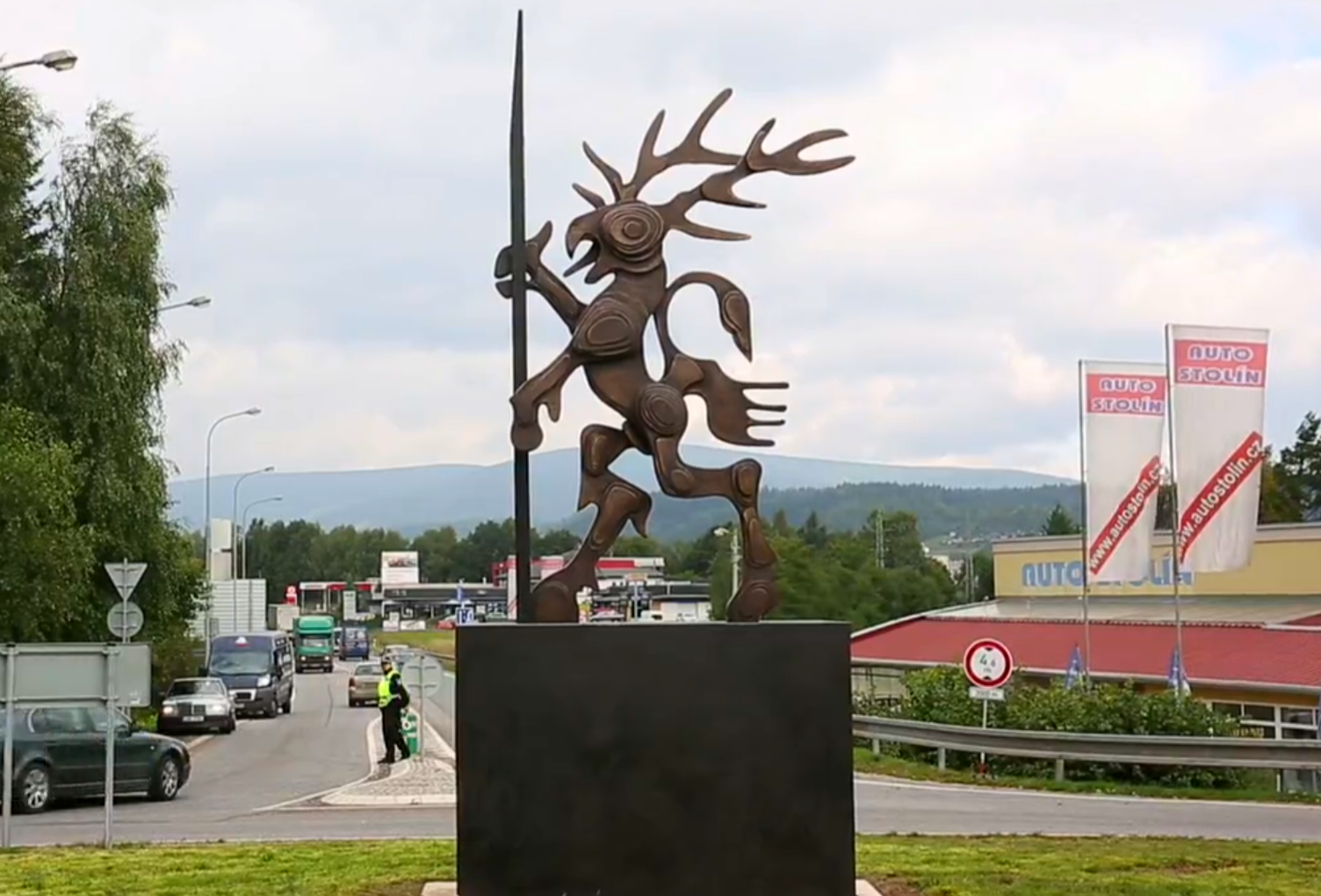
Rýbrcoul (2013), na kruhovém objezdu v Trutnově na Krkonošské ulici
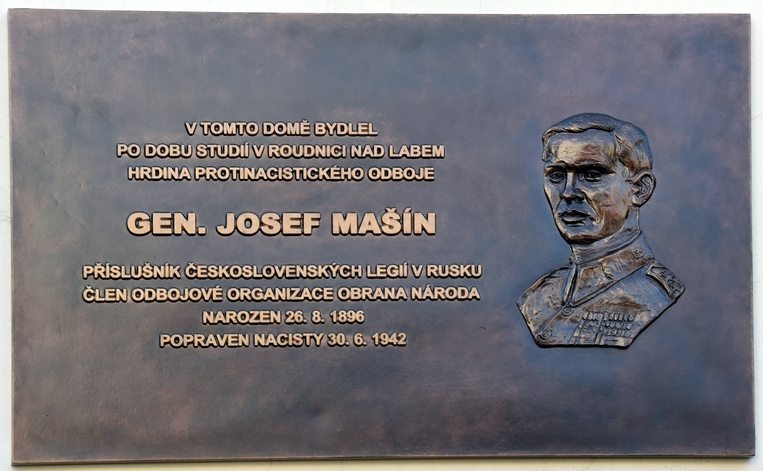
Pamětní deska gen. Josefa Mašína (2016), Roudnice nad Labem
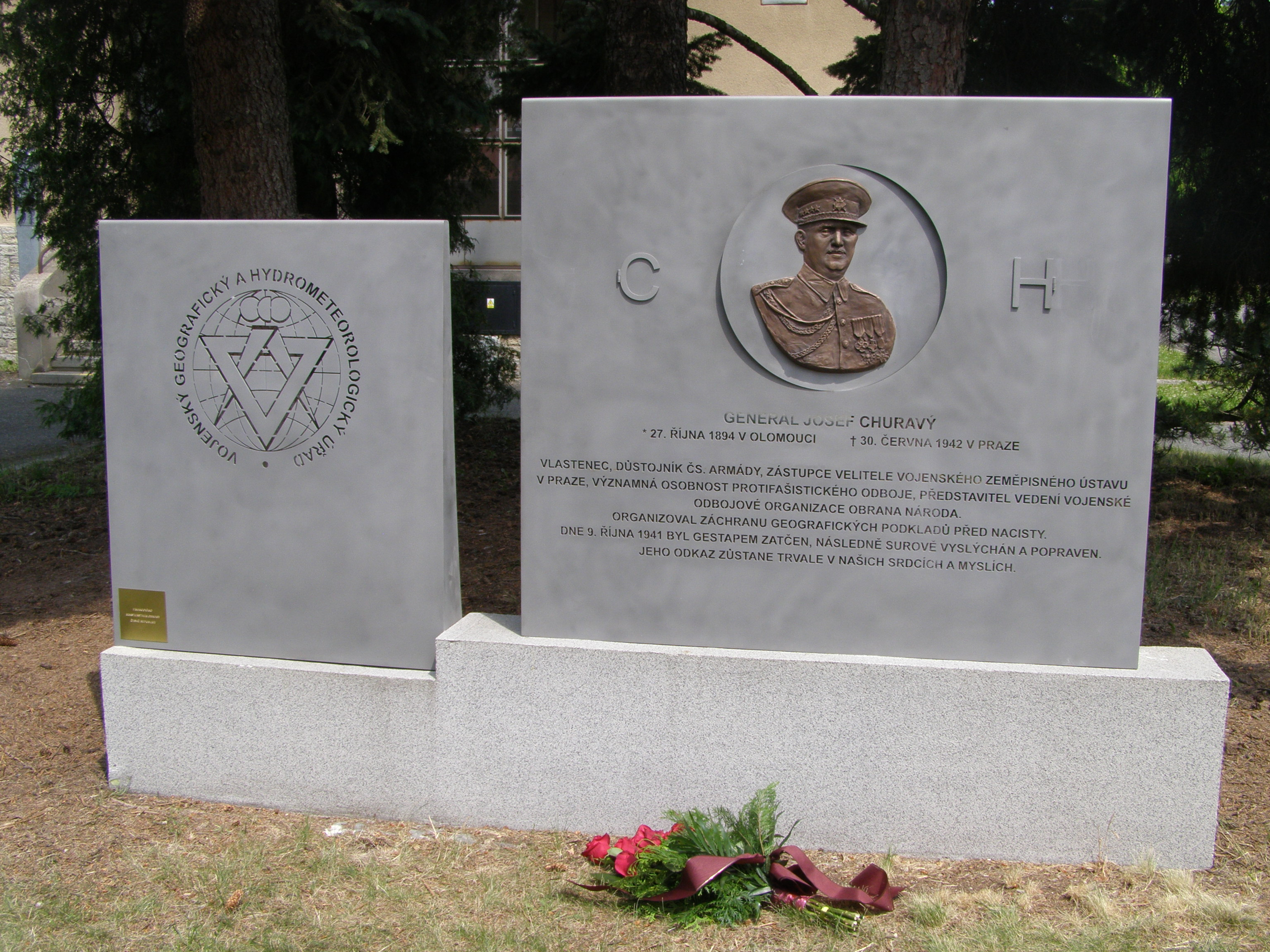
Památník generála Josefa Churavého v Dobrušce; 2018 - celkový pohled

### Zastoupení ve sbírkách
- Národní galerie v Praze
- Alšova jihočeská Galerie
- Městská galerie, Trutnov
- České Centrum New York, USA
- Muzeum Montanelli, Praha
- Soukromé sbírky v Čechách, v Polsku, v Německu, v Rusku, ve Švýcarsku a USA

### Sochařská sympozia
- 1999 – Bronz Helsinky
- 2001 – Baťova nadace Zlín
- 2002 – Art centrum Český Krumlov
- 2004 – Performance Intensiv Woche, Luzern
- 2005 – Trutnov
- 2016 – mezinárodní sympozium 8SEM, Bratislava

### Výstavy

#### Autorské
- 2011 – Paulina Skavova – P.S., Klášterní kostel Sv. Antonína Paduánského, Sokolov
- 2012 – Paulina Skavova: Biondo, Galerie Michal's Collection, Praha
- 2015 – Paulina Skavova: Skulpturen, KUNSTpassageHOF, Hof, Německo
- 2016 – Paulina Skavova: Underwear, České Centrum New York, USA
- 2017 – Paulína Skavova: V lesích, Galerie Zet, Velká Bystřice
- 2018 – Paulina Skavova: Měsíční bohyně, Výstavní síň Chrudim
- 2019 – Paulina Skavova: Par Force, OKO, Opava
- 2020 – Paulina Skavova: Par Force, Galerie UFFO, Trutnov
- 2020 – Paulina Skavova: Par Force, Alšova jihočeská galerie, Bechyně
- 2020 – Paulina Skavova: Sochy, Police nad Metují
- 2022 – Paulina Skavova: Mythology, Varnsdorf
- 2022 – Paulina Skavova: Poslední hryz, Galerie Art Concept, Praha[27]

#### Společné
- 2003 – 281 m², Galerie Václava Špály, Praha
- 2003 – Diplomanti AVU 2003, Veletržní palác, Praha
- 2005 – Mladé umění 1998–2005. Oficiální umění 1960–1989, Mánes, Praha
- 2006 – BLACK '06 – 2. ročník pardubického výtvarného festivalu, Pardubice
- 2006 – Přibližovadla, ArtPro – Galerie české plastiky / Artpro Gallery, Praha
- 2007 – Umění porodit, Veletržní palác, Praha
- 2007 – Náchodský výtvarný podzim. 24. přehlídka umění regionu, Galerie výtvarného umění v Náchodě
- 2008 – Estrogen (P. Skavová, M. Korečková, M. Jůdová), Galerie Mázhaus, Pardubice
- 2008/2009 – Vítězové, La Fabrika, Praha
- 2011 – Láska je slepá, sex je jinde, Artinbox Gallery, Praha[28]
- 2011/2012 – Víly, skřítkové a trpaslíci, Artinbox Gallery, Praha
- 2012 – Ekecheiriá: Vzpomínky na Olympii. Pocta olympijské tradici, Muzeum hlavního města Prahy
- 2012 – Art Safari 24, Sochařské studio Bubec, Praha
- 2012 – Originální perspektivy: Výběr ze současné české a slovenské tvorby umělců mladé a střední generace, Galerie U Bílého jednorožce, Klatovy
- 2012 – Odnikud nikam, pro nic za nic, blízko hranic, Klášterní kostel sv. Antonína Paduánského – Koncertní a výstavní síň, Sokolov
- 2013 – Art Safari 26, Sochařské studio Bubec, Praha
- 2015 – Typologie triády, Galerie U Bílého jednorožce, Klatovy
- 2016 – O sportu, Galerie města Pardubic, Pardubice
- 2016 – Sochy Šmeralovy vily, Svatý Kopeček, Olomouc
- 2016 – Mezinárodní sympozium 8SEM, Bratislava
- 2017 – Art- Brut- All, Jaroměř, Důl Michal Ostrava
- 2018 – Artprague, Clam- Gallasův palác, Praha
- 2018 – REALITY SHOW, Galerie Arcimboldo, Praha
- 2019 – KRÁSA A PŮVAB, Oblastní galerie Liberec
- 2019 – ART - BRUT - ALL, DOX Praha